# Amsterdamøen
Amsterdamøen (Norsk: Amsterdamøya), er en ø som er en del af arkipelaget Svalbard. Den er placeret i Smeerenburgfjorden, ved Albert I Land på nord/vest kysten af Spitsbergen. Amsterdamøya dækker et samlet areal på 18.8 km2.
I den sydøstlige del af øen finder man resterne af hvalfangerbyen Smeerenburg.
Øen blev opdaget i 1596 af den hollandske søfarer Willem Barents.